# Chlorocoma melocrossa
Chlorocoma melocrossa är en fjärilsart som beskrevs av Edward Meyrick 1888. Chlorocoma melocrossa ingår i släktet Chlorocoma och familjen mätare. Inga underarter finns listade i Catalogue of Life.